# Арбачаков Юрій Якович
Юрій Якович Арбачаков (рос. Юрий Яковлевич Арбачаков; 22 жовтня 1966) — радянський і російський професійний боксер, чемпіон світу і Європи серед аматорів, чемпіон світу за версією WBC (1992—1997) в найлегшій вазі.
Заслужений майстер спорту СРСР (1989).

## Аматорська кар'єра
Боксом займався з тринадцяти років. 1989 року став чемпіоном СРСР і ввійшов до складу збірної СРСР.
На чемпіонаті Європи 1989 став чемпіоном.
- В 1/8 фіналу переміг Джозефа Ловлора (Ірландія) — RSC 1
- У чвертьфіналі переміг Ніколає Алінта (Румунія) — 5-0
- У півфіналі переміг Красимира Чолакова (Болгарія) — 5-0
- У фіналі переміг Яноша Вараді (Угорщина) — RSC 3

На чемпіонаті світу 1989 став чемпіоном.
- В 1/8 фіналу переміг Яноша Вараді (Угорщина) — RSC 2
- У чвертьфіналі переміг Маріо Гонсалеса (Мексика) — 25-3
- У півфіналі переміг Рі Кван Сік (КНДР) — 20-10
- У фіналі переміг Педро Орландо Реєса (Куба) — 18-17

## Професіональна кар'єра
1990 року в рамках програми Перебудови емігрував до Японії з метою продовження кар'єри на професійному рингу. Впродовж 1990—1992 років провів дванадцять переможних боїв. 23 червня 1992 року вийшов на бій проти чемпіона світу за версією WBC в найлегшій вазі Муангчай Киттикейзем (Таїланд) і нокаутував суперника у восьмому раунді. Впродовж 1992—1996 років провів десять переможних боїв, дев'ять з яких були захистами титулу, зокрема проти тайця Чатчай Сасакул.
12 листопада 1997 року зустрівся в бою з Чатчай Сасакул вдруге і програв одностайним рішенням суддів, після чого завершив кар'єру.